# Samsung Health

Samsung Health, à l'origine S Health, est une application gratuite développée par Samsung qui sert à suivre différents aspects de la vie quotidienne comme l'activité physique, l'alimentation et le sommeil.
Lancée le 2 juillet 2012,, avec le nouveau smartphone de Samsung, le Galaxy S3, l'application n'était installée par défaut que sur certains smartphones de la marque. On pouvait également la télécharger sur le Samsung Apps store.
Depuis la mi-septembre 2015, l'application est disponible pour tous les utilisateurs d'Android disposant au minimum de la version KitKat 4.4,.
L'application est installée par défaut sur certains modèles de smartphones Samsung et il est impossible de le supprimer sans effectuer un root. Il est par contre possible de désactiver cette application.
Sur les Samsung Galaxy S5/S6/S7/S8 et leurs déclinaisons Edge ainsi que les Galaxy Note 4 et 5, l'application peut mesurer la fréquence cardiaque avec le capteur au dos de l'appareil. Une fonctionnalité de mesure des UV et de suivi du sommeil est ajoutée fin octobre 2014 avec le lancement du Samsung Galaxy Note 4. Le comptage des pas est une fonction qui est intégrée à S Health avec l'arrivée du Samsung Galaxy S4 en avril 2013.
L'application change de nom pour s'appeler Samsung Health le 4 avril 2017 à l'occasion de la sortie de sa version 5.7.1.

## Historique des versions[8]
| Version    | Date de sortie    | Configuration minimale requise             | Principaux changements |
| ---------- | ----------------- | ------------------------------------------ | --- |
| 5.16.0.041 | 3.3. 2018         | Smartphone sous Android 5.0                | |
| 5.14.1.003 | 20 décembre 2017  | Smartphone sous Android 4.4                | |
| 5.14.0.033 | 22 novembre 2017  | Smartphone sous Android 4.4                | Des activités d’auto soins personnalisées conçues par des experts pour vous aider à gérer votre diabète (États-Unis seulement). Différentes corrections de bugs et améliorations appliquées. |
| 5.13.0.051 | 17 octobre 2017   |                                            | Explorez les programmes conçus par des professionnels du fitness pour vous aider à atteindre vos objectifs de fitness. Essayez de définir un nouvel objectif de gestion du poids basé sur l'équilibre calorique. Suivez les missions de santé quotidiennes pour améliorer votre santé et gagner des points d'XP bonus. L'accessoire suivant est maintenant également supporté : InBody Dial (H20B) "Ask an Expert" vous permet d'avoir des visites du médecin en ligne 24/7. (États-Unis et Inde uniquement). Divers correctifs de bogues et améliorations appliqués. |
| 5.12.0.025 | 24 août 2017      | Smartphone sous Android 4.4                | Possibilité de consulter les types de mouvement de bras et scores SWOLF. L'accessoire InBody Dial H20B est pris en charge. |
| 5.9.0.029  | mai 2017          | Smartphone sous Android 4.4                | |
| 5.8.0.0029 | 24 avril 2017     | Smartphone sous Android KitKat 4.4         | Possibilité de recevoir des astuces et rappels selon vos activités. Les accessoires mesurant le rythme cardiaque enregistrent les informations en continu. |
| 5.7.1.0003 | 10 avril 2017     | Smartphone sous Android KitKat 4.4         | |
| 5.7.1.0001 | 4 avril 2017      | Smartphone sous Android KitKat 4.4         | Changement de nom de l'application Possibilité de demander des conseils à un docteur en ligne (États-Unis seulement). |
| 5.6.1.0003 | 13 mars 2017      | Smartphone sous Android KitKat 4.4         | |
| 5.6.0.0031 | 2 mars 2017       | Smartphone sous Android KitKat 4.4         | |
| 5.4.1.0005 | 24 janvier 2017   | Smartphone sous Android KitKat 4.4         | |
| 5.4.1.0003 | 18 décembre 2016  | Smartphone sous Android KitKat 4.4         | |
| 5.3.1.0005 | 17 novembre 2016  | Smartphone sous Android KitKat 4.4         | |
| 5.2.1.0001 | 20 octobre 2016   | Smartphone sous Android KitKat 4.4         | |
| 5.1.1.0007 | 15 septembre 2016 | Smartphone sous Android KitKat 4.4         | |
| 5.1.1.0005 | 8 septembre 2016  | Smartphone sous Android KitKat 4.4         | |
| 5.0.0.0063 | 15 août 2016      | Smartphone sous Android KitKat 4.4         | |
| 4.8.1.0025 | 7 juillet 2016    | Smartphone sous Android KitKat 4.4         | |
| 4.8.1.0013 | 7 juin 2016       | Smartphone sous Android KitKat 4.4         | |
| 4.6.1.0007 | 1er décembre 2015 | Smartphone sous Android KitKat 4.4         | Amélioration de la stabilité |
| 4.6.1.0005 | 24 novembre 2015  | Smartphone sous Android KitKat 4.4         | Prise en charge d'Android 6.0 |
| 4.5.1.0011 | 17 septembre 2015 | Smartphone sous Android KitKat 4.4         | Prise en charge des smartphones Android non-Samsung |
| 4.5.0.0113 | Septembre 2015    | Smartphone Samsung sous Android KitKat 4.4 | |
| 4.4.0.0119 | Juillet 2015      | Smartphone Samsung sous Android KitKat 4.4 | |
| 4.1.1.0037 | Mai 2015          |                                            | |
| 4.1.0.0059 | Avril 2015        |                                            | Refonte de l'interface graphique |
| 3.5.5.0036 | Janvier 2015      | Smartphone Samsung sous Android KitKat 4.3 | |
| 3.5.4.0111 |                   |                                            | |
| 3.5.1.0693 |                   |                                            | |
| 3.5.1.0668 | Octobre 2014      | Smartphone Samsung sous Android KitKat 4.2 | Ajout de la fonction mesure des UV |
| 3.1.0.0039 |                   |                                            | |
| 2.5.5.051  |                   |                                            | |